# Vincenzo Coppo
Vincenzo Coppo (Mirabello Monferrato, 3 ottobre 1905 – Milano, 3 marzo 1960) è stato un calciatore italiano, di ruolo difensore.

## Palmarès

### Club

#### Competizioni nazionali
- Campionato italiano: 1

Ambrosiana: 1929-1930